# Hylebates chlorochloe
Hylebates chlorochloe är en gräsart som först beskrevs av Karl Moritz Schumann, och fick sitt nu gällande namn av Diana Margaret Napper. Hylebates chlorochloe ingår i släktet Hylebates och familjen gräs. Inga underarter finns listade i Catalogue of Life.